# Les Trois Maries au Sépulcre
Les Trois Maries au Sépulcre, aussi Les Trois Maries au tombeau, (vers 1410-1426) est une peinture sur panneau habituellement attribuée à Hubert van Eyck, conservée au musée Boijmans Van Beuningen de Rotterdam. La peinture a été incluse à l'exposition séminale Les Primitifs flamands à Bruges en 1902.
Sa paternité et sa datation ont été particulièrement difficiles à établir. Pendant de nombreuses années, il a été attribué à la seule œuvre subsistante - à l'exception du L'Agneau mystique - de Hubert, le frère aîné de Jan van Eyck. Erwin Panofsky a estimé qu'il s'agissait d'une collaboration entre les deux hommes (semblable au retable de Gand) ; d'autres le voient comme une production d'un membre de l'atelier de Jan (vers 1440), d'autres encore l'attribuent uniquement à Jan. Les estimations de sa date d'achèvement vont de 1410 à l'année du décès de Hubert en 1426.
La peinture représente une scène de la vie des Trois Maries du Nouveau Testament ; La Vierge Marie, Marie Madeleine et Marie Salomé. On les voit en deuil sur le lieu de la mise au tombeau du Christ, à gauche du tombeau, sous une colline de roches déchiquetées. À droite, trois soldats portant des armes, dont l'un est endormi. La peinture est composée d'une série de lignes diagonales parallèles, les plus dominantes étant celles entre la Vierge et l'ange, le sentier de l'ange, la longueur de la tombe et la position des soldats. Le paysage contient des bâtiments qui ressemblent à ceux de Jérusalem. Le ciel au-dessus de la ville contient un petit passage montrant une volée d'oiseaux, la plus ancienne représentation dans la peinture flamande, bien qu'elle soit à nouveau visible dans le panneau Ermites du retable de Gand.

## Sources
- de Schryver, Antoine, The Prayer Book of Charles the Bold, J. Paul Getty Museum, 2008  (ISBN 0-8923-6943-4)
- Ferrari, Simone, Van Eyck: Masters of Art, Munich : Prestel, 2013  (ISBN 3-7913-4826-4)
- Nauert, Charles G., The A to Z of the Renaissance, Scarecrow Press, 2013